# Gai Virgili
Gai Virgili (en llatí Caius Virgilius) va ser un magistrat romà del segle i aC.
Va ser pretor l'any 62 aC amb Quint Tul·li Ciceró (germà de Ciceró). El 61 aC va governar Sicília com a propretor i Publi Clodi Pulcre va servir allí a les seves ordes com a qüestor. Encara era a Sicília el 58 aC quan Ciceró va ser desterrat, i tot i la seva amistat i el haver estat pretor amb el seu germà, no el va deixar residir a la seva província. A la Segona guerra civil romana l'any 49 aC, va abraçar la causa pompeiana; era comandant a Tapsos el 46 aC i dirigia també una flota; després de la batalla de Tapsos va refusar rendir la ciutat, però quan va veure que tota resistència era inútil, va capitular davant Gai Canini Rèbil, a qui Juli Cèsar havia deixat per assetjar-lo. Un Gai Virgili apareix com a llegat a Macedònia del propretor Pisó l'any 57 aC, però podria ser un personatge diferent.